# 張漢卿 (明朝)
張漢卿（1482年—？），字元傑，河南承宣布政使司開封府儀封縣（今河南省開封市蘭考縣）人，明朝政治人物。

## 生平
正德二年（1507年）丁卯科河南鄉試第四十八名，正德六年（1511年）中式辛未科進士。授魏縣知縣，征為刑科給事中，在明武宗南巡之爭中，進諫勸阻。
明世宗繼位後，升任戶科都給事中。嘉靖初年，因大禮議事件抗議明世宗加生父皇考，而在左順門跪伏。兩次受廷杖，貶斥為民。隨後此後言官邢如默、賈准舉薦，仍不召回。

## 事跡
張漢卿與固始進士許逵交好。許逵曾贈其《文天祥集》，漢卿對人感歎：「寧邸必反，汝登其為文山乎？」

## 家族
曾祖父張進；祖父張端，曾任巡檢；父親張瑛，曾任知縣。母李氏。慈侍下。

## 延伸阅读
[在维基数据编辑]
 《明史卷一百九十二》，出自《明史》